# Kesesi (plaats)
Kesesi is een bestuurslaag in het regentschap Pekalongan van de provincie Midden-Java, Indonesië. Kesesi telt 7928 inwoners (volkstelling 2010).